# میرواسترول
میرواسترول (به انگلیسی: Miroestrol) با فرمول شیمیایی C۲۰H۲۲O۶ یک ترکیب شیمیایی با شناسه پاب‌کم ۱۶۵۰۰۱ است. که جرم مولی آن ۳۵۸٫۳۹ g/mol می‌باشد. 